# Muerte de Salvador Allende
La muerte de Salvador Allende ocurrió en el salón Independencia del Palacio de La Moneda el martes 11 de septiembre de 1973 durante el golpe de Estado comandado por el general Augusto Pinochet.
La versión oficial de la Junta Militar de que se había tratado de un suicidio fue descartada inicialmente por los allendistas e izquierdistas, quienes se inclinaban por un homicidio a manos de los militares. En la década de 2010, tanto el Servicio Médico Legal como la Corte Suprema de Chile confirmaron y determinaron oficialmente que la causa de muerte del expresidente socialista había sido el suicidio.

## Evento histórico

### Antecedentes y suicidio
Justo antes de la toma del Palacio de La Moneda por los golpistas el martes 11 de septiembre de 1973, el presidente Salvador Allende realizó su última alocución al pueblo chileno a través de Radio Magallanes. Posteriormente, se produjeron el ataque de artillería, el bombardeo y el asalto de infantería a La Moneda.
Allende había rechazado una oferta de un paso seguro; es decir, exilio facilitado para él y su familia —opción que sí aceptó el socialista Carlos Altamirano Orrego—, y dispuso la rendición de quienes quedaban en La Moneda: «¡Bajen todos! ¡dejen las armas y bajen! Yo lo haré al último».
Entonces, según el testimonio de uno de sus médicos, Patricio Guijón, que regresó para llevarse su mascarilla antigás, Allende gritó: «¡Allende no se rinde, milicos de mierda!» y con el fusil de asalto AKMS que le había regalado Fidel Castro se disparó en la barbilla («más de un disparo, y menos de una ráfaga», según su testimonio), explotando la bóveda craneana y muriendo al instante.

### Autopsia

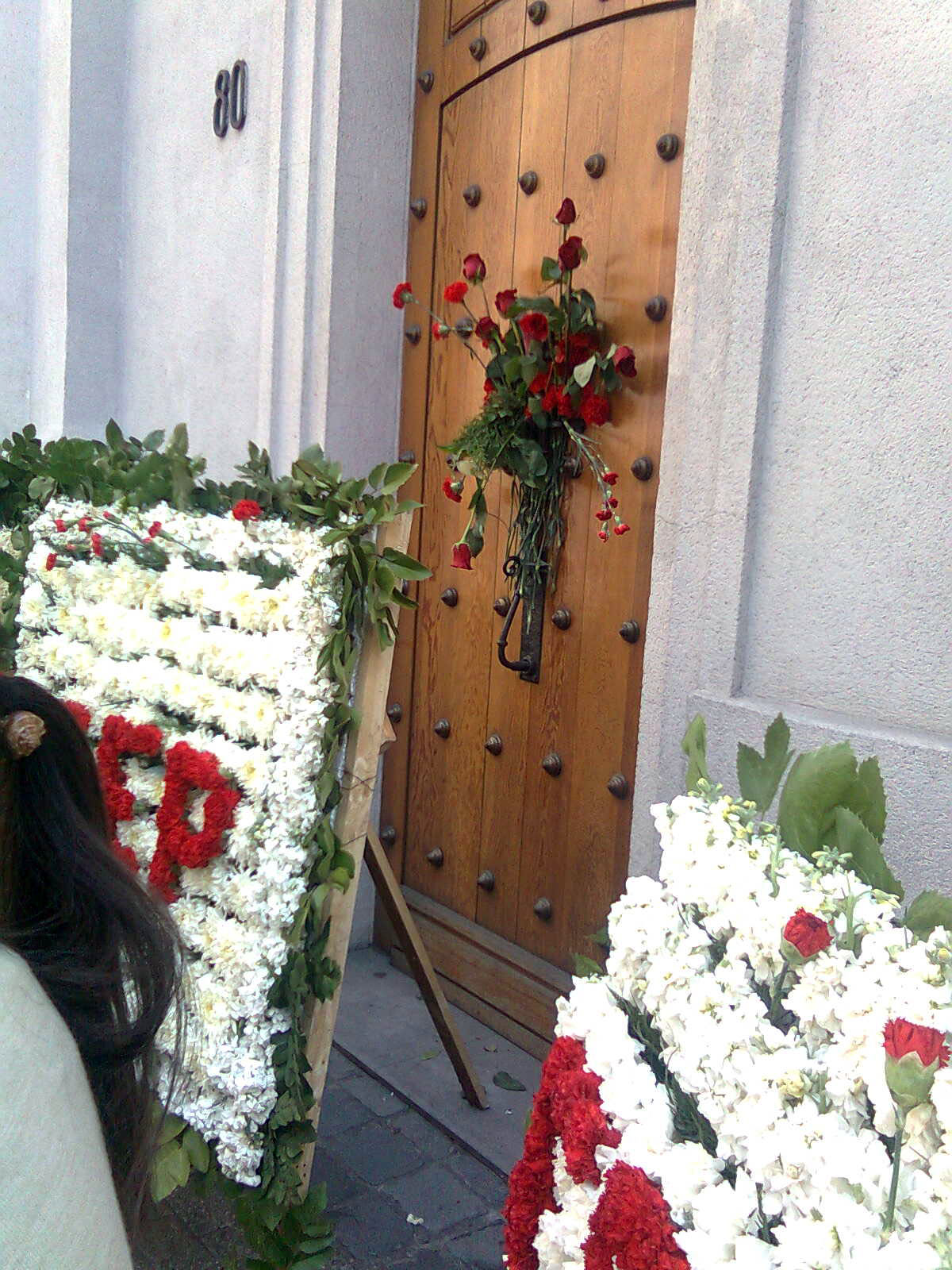
Flores en la puerta de Morandé 80. Por esta puerta fue sacado el cadáver de Allende y tapiada por orden de Pinochet durante la restauración de La Moneda y reabierta en 2003 por el presidente Lagos

El cadáver de Allende llegó al Hospital Militar cerca de las 17:30 horas. De inmediato fue llevado al pabellón de cirugía del Departamento de Otorrinolaringología. Lo dejaron en la misma camilla de lona de campaña, le quitaron el chamanto y lo colocaron en posición decúbito dorsal. Poco después, entraron los cuatro jefes de sanidad de las Fuerzas Armadas: José Rodríguez Véliz, representante del Ejército, quien había sido compañero del presidente Allende en la Facultad de Medicina de la Universidad de Chile; Miguel Versin Castellón, de la Armada, Mario Bórquez Montero, de la Fuerza Aérea, y Luis Veloso, de Carabineros. Los cuatro tenían que ratificar, a instancias de la Primera Fiscalía Militar, que estaban ante el expresidente de Chile.
En otro sector de Santiago, peritos de Investigaciones al mando de Luis Raúl Cavada Ebel, jefe del Laboratorio de Policía Técnica, reconstruían la muerte de un hombre en La Moneda sobre la base de croquis y un estudio del cuerpo. El informe fue firmado por Cavada Ebel, Jorge Quiroga Mardones, Carlos Davidson y Jorge Almazabal. Los autores conservaron notas y registros, pero el informe oficial se guardó en caja de siete llaves hasta llegar, muchos años después, a liberarse. Allí puede leerse lo siguiente:

Al lado izquierdo del cadáver y sobre el sofá se encontraba un cargador de arma automática sin munición y un casco con las iniciales «J.M.F.» en una de las cintas interiores de suspensión. Próximo al cargador y sobre el sofá, hay una porción de masa encefálica. Otra porción se encuentra sobre una alfombra próxima al sofá y pequeños restos de la misma materia dispersos en diferentes lugares del salón. El gobelino colocado en el muro detrás del sofá, presenta dos orificios correspondientes a perforaciones por paso de proyectiles que finalmente inciden en el muro [...] Estimamos que la posición más probable que pudo haber para el cuerpo y el arma en el momento del disparo, ha podido ser una semejante a la que, en forma esquemática está representada gráficamente en el croquis N° 14.256, en el cual la persona está sentada en el sofá, con cierta inclinación hacia delante, sosteniendo el extremo superior del cañón con la mano izquierda, la boca del arma casi en contacto con el mentón y accionando el disparador con la mano derecha. Es posible, en consideración a los dos impactos de la pared y la apreciación superficial de la herida de entrada, que haya existido una sucesión rápida de dos disparos [...] 3.1. La muerte del señor Salvador Allende Gossens, se produjo como consecuencia de una herida a bala que tiene su entrada en la región mentoniana y su salida en la región parietal izquierda [...] 3.2. [...] El hecho tiene las características de un suicidio. En consecuencia, se descarta la posibilidad de homicidio.

Los doctores Tomás Tobar Pinochet, del Instituto Médico Legal, y José Luis Vásquez iniciaron la autopsia del cadáver a las 20 horas. Fueron asistidos a lo largo de cuatro horas por el auxiliar especializado, Mario Cornejo Romo. Una vez que finalizaron, los cuatro jefes de sanidad de las instituciones castrenses supervisaron la última de las tareas: el cuerpo de Salvador Allende fue depositado en un ataúd y sellado en su presencia. Las conclusiones de la autopsia se conservaron por 27 años como un «Secreto de Estado»:

Cadáver de sexo masculino se presenta vestido con ropas en relativo orden, estando el abrigo sobrepuesto, el que presenta manchas de sangre e impregnación de sustancia cerebral atraicionada en su delantero derecho, manga de este lado y en su parte interna posterior. También se observa las mismas manchas, en forma de salpicaduras, en el lado izquierdo del cuello... Las ropas interiores también se presentan profusamente impregnadas de sangre... Los pulpejos de los dedos de ambas manos se presentan impregnados de tinta morada de tampón para tomar las impresiones digitales.

Luego de una detallada descripción de los daños que provocaron los proyectiles en el rostro, así como de su trayectoria, se determinó que:

La causa de la muerte es la herida a bala cérvico-buco-cráneo-encefálica reciente, con salida de proyectil... El disparo corresponde a los llamados «de corta distancia» en medicina legal... El disparo ha podido ser hecho por la propia persona.

Según la pericia, el cuerpo no presentaba rastros de alcohol. Allende estuvo «desaparecido» durante veintidós meses; su muerte recién quedó inscrita en el Registro Civil de Independencia el 7 de julio de 1975 bajo el número 593.

## Causa de muerte

### Versión oficial: suicidio

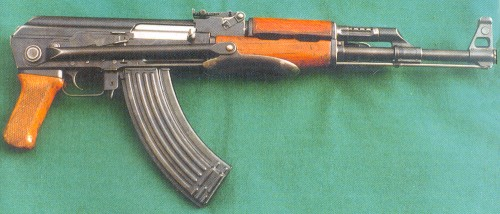
Fusil de asalto AKMS soviético

Un anuncio oficial de la Junta Militar declaró que el expresidente Salvador Allende se había suicidado con un fusil de asalto AKMS soviético que le había regalado Fidel Castro y que llevaba grabada una placa dorada que decía: «A Salvador Allende, de su compañero de armas, Fidel Castro», y una primera autopsia clasificó su muerte como suicidio.
Además, se contaba con la testificación dada por uno de los médicos de la enfermería del Palacio de La Moneda que había presenciado el suicidio: Patricio Guijón, quien se ganó «el repudio de la izquierda mundial al ratificar que Allende se había suicidado». En 1998, otro de los médicos que se encontraba en La Moneda, José Quiroga, corroboró esta versión:

[...] Cuando Allende ordena el rendimiento, usamos una bandera blanca, un mantel que yo mismo saqué de uno de los comedores. Los militares hacen ingreso alrededor de las 2 de la tarde y comienza a salir la gente. Es una larga fila de personas y los médicos nos ubicamos al final, subiendo por una escalera hacia el segundo piso. Iban sacando a la gente y poniéndola en el suelo, en la salida de Morandé.
A medida que la gente iba bajando desde el segundo piso, Allende empieza a avanzar en el sentido contrario, yendo hacia el final, y llega donde estamos nosotros. Abre la puerta y entra al Salón Independencia, solo. Y es en ese momento cuando, después de un minuto, algo así, no recuerdo exactamente, decimos «pero ¿qué está haciendo solo?». Entonces, abrimos las puertas. Todo eso estaba oscuro, lleno de humo y gas lacrimógeno. La mayoría de nosotros estábamos con máscaras antigás, el ambiente era irrespirable y la piel que estaba descubierta de la máscara me ardía terriblemente. Y en ese momento en que se abre la puerta, se ve la figura del Presidente sentado, de frente a nosotros, sin poder ver muchos detalles, pero evidentemente que era él, y lo único que recuerdo es que la figura del Presidente en un momento desaparece.
[...] Él se suicidó colocándose la ametralladora aquí (lo demuestra con sus manos) básicamente en la base de la mandíbula y seguramente accionó y todo voló. Nosotros vemos el momento en que ocurre el hecho. Y ahí, mucha gente, todos nos dimos cuenta de lo que pasó. Yo ni siquiera entré a la pieza. Alguna gente lloró, todos angustiados... Y al final no había nada que hacer, así que nosotros empezamos a salir. Y uno solo de nosotros entró, que es el doctor Guijón, y cuando los militares llegan ahí lo encuentran, y ahí lo detienen.
[... S]i a mí me hubieras preguntado hace un montón de años atrás, yo te habría dicho que no sabía nada. Por años dije eso. Porque a pesar de que sabía, en ese momento era más importante el aspecto político y que todo el mundo creyera que a Allende lo habían matado los militares. Después de 25 años, ya no es un hecho político, sino histórico. La gente tiene derecho a saber lo que pasó. Y los únicos testigos sobrevivientes que vimos exactamente lo que pasó somos los médicos.
Testimonio del médico José Quiroga, 1998.

El diario mexicano Excélsior informó el miércoles 12 de septiembre en primera plana: «Allende se suicidó; se negó a dimitir tras del cuartelazo». Obra del corresponsal Manuel Mejido, la crónica fue usada posteriormente por las agencias de noticias Télam y Associated Press y los diarios La Opinión, Herald Tribune y El Tiempo, entre otros. La información fue ratificada el día 17: «El Presidente Salvador Allende se suicidó disparándose dos balas en la barbilla, que le destrozaron el rostro, según un informe médico difundido por la Junta Militar». En otra publicación del día 20 de septiembre, se expuso el testimonio de Hortensia Bussi, la viuda del presidente, quien «[a]firmó que su esposo había hablado de suicidarse y le había dicho que: se suicidaría antes que traicionar todos sus ideales».

### Tesis alternativas

#### Asesinato por militares
Durante años, la izquierda chilena mantuvo la versión de que Allende había sido asesinado por los golpistas, considerando la posibilidad del suicidio como una postura que debilitaría la figura del expresidente chileno. Luis Renato González Córdoba, Eladio (1954-2014), miembro del GAP, contó a Luis Fernández Oña, diplomático cubano casado con Beatriz Allende Bussi, que Allende había sido asesinado por los militares. Esta versión se popularizó por diversos medios; uno de ellos fue el discurso dado en la Plaza de la Revolución en La Habana (Cuba) el 28 de septiembre de 1973 por Fidel Castro, quien dijo que Allende había sido asesinado por el Ejército de Chile en medio del combate en el Palacio de La Moneda:

[...] Pasada la 1:30 p.m. los fascistas se apoderan de la planta baja de Palacio, la defensa se organiza en la planta alta y prosigue el combate. Los fascistas tratan de irrumpir por la escalera principal. A las 2:00 p.m. aproximadamente logran ocupar un ángulo de la planta alta. El Presidente estaba parapetado, junto a varios de sus compañeros, en una esquina del Salón Rojo. Avanzando hacia el punto de irrupción de los fascistas, recibe un balazo en el estómago que lo hace inclinarse de dolor, pero no cesa de luchar, apoyándose en un sillón continúa disparando contra los fascistas a pocos metros de distancia, hasta que un segundo impacto en el pecho lo derriba y ya moribundo es acribillado a balazos.
Al ver caer al Presidente, miembros de su guardia personal contraatacan enérgicamente y rechazan de nuevo a los fascistas hasta la escalera principal. Se produce entonces, en medio del combate, un gesto de insólita dignidad: tomando el cuerpo inerte del Presidente lo conducen hasta su gabinete, lo sientan en la silla presidencial, le colocan su banda de Presidente y lo envuelven en una bandera chilena. [...]

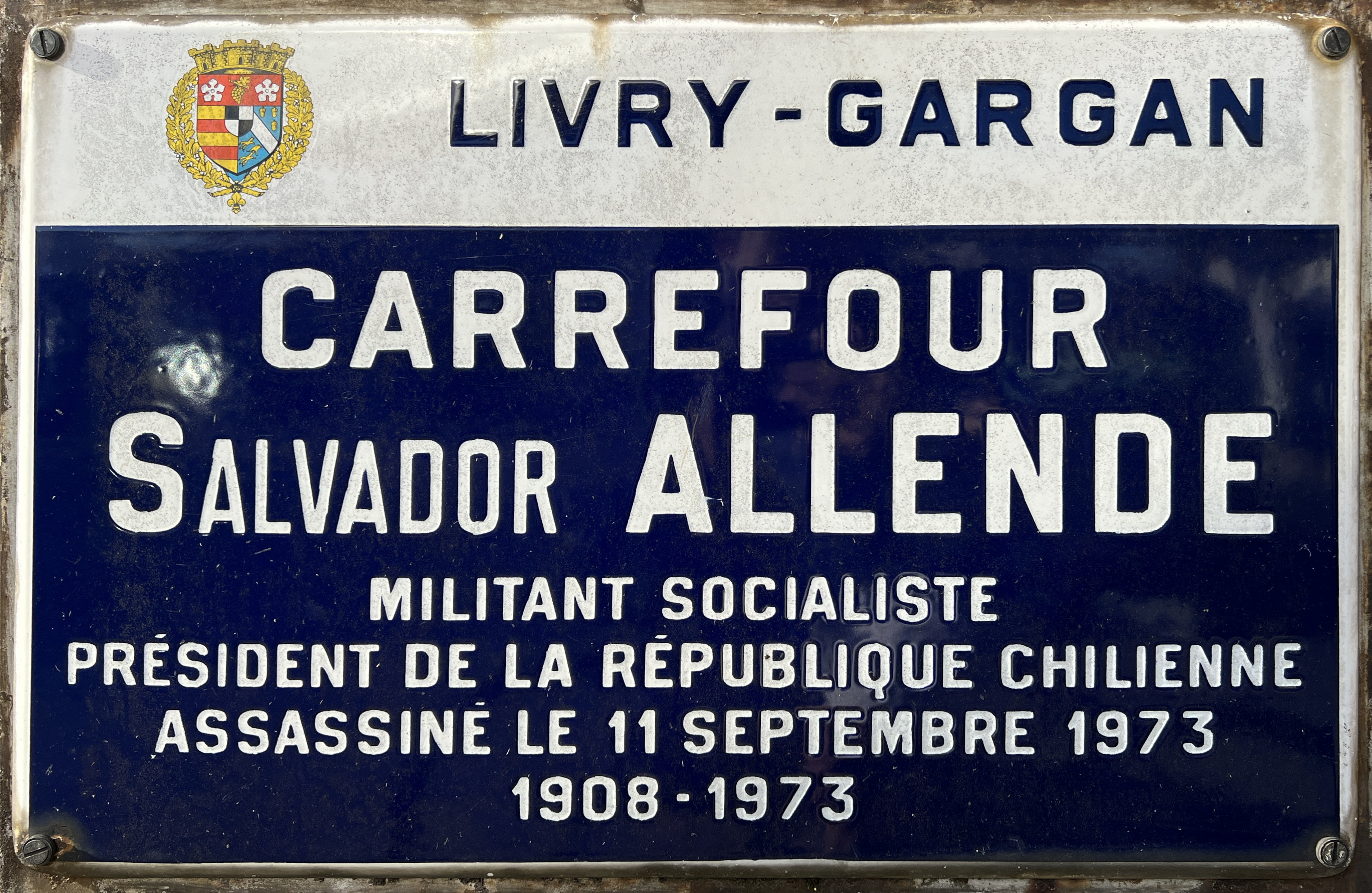
Placa de la intersección vial Salvador Allende en la comuna de Livry-Gargan (Francia). En ella se lee: «Militante socialista, presidente de la República chilena asesinado el 11 de septiembre de 1973, 1908-1973»

De acuerdo a la investigación realizada por Tanya Harmer, fue Beatriz Allende quien habría asegurado al propio Fidel Castro que la información que disponía la familia apuntaba al suicidio; sin embargo, Castro no se inmutó. Se habría hecho una construcción mediática deliberada cuyo objetivo era desmentir la versión del suicidio de Allende; el relato del asesinato de Allende fue construido a sabiendas de que era falso. La versión del asesinato quedó casi institucionalizada para la izquierda a través del libro Estos mataron a Allende. Reportaje a la masacre de un pueblo (1974), del periodista Róbinson Rojas Sanford, que en su época fue avalado incluso por Hortensia Bussi, la viuda de Allende.
En 1986 el embajador estadounidense Nathaniel Davis responsabilizó directamente a Luis Renato González Córdoba, Eladio de haber fabricado la historia del magnicidio al publicar su libro Los dos últimos años de Salvador Allende. En 2001 Luis Fernández Oña, yerno de Allende, culpó a Eladio de «falsificar la historia». En 2002 Fidel Castro manifestó públicamente, sin retractarse de sus palabras, que aceptaba la posibilidad del suicidio de Allende; con ello, la izquierda latinoamericana quedó «huérfana» de la teoría del magnicidio.
De acuerdo al periodista español Óscar Beltrán, durante décadas el bloque comunista rechazó la tesis del suicidio del presidente Salvador Allende, se enmascaró la verdad de su muerte y se dibujó una realidad alternativa que buscaba ocultar el final.

#### Suicidio asistido
En 2011 el escritor Camilo Taufic realizó una investigación tras la cual afirmó que Allende habría muerto producto de un suicidio asistido. Taufic se basó en una investigación realizada en 2008 por el experto forense Luis Ravanal Zepeda, quien había manifestado discrepancias entre la tesis oficial y las heridas encontradas en el cadáver. Según Taufic, Allende habría utilizado una pistola que guardaba en su escritorio y se habría disparado bajo el ojo derecho, errando el tiro y quedando malherido; en ese instante, Enrique Huerta, uno de sus escoltas del GAP, le habría disparado en el cráneo con su fusil, cumpliendo con la promesa hecha al presidente Allende de no dejarlo vivo en manos de los militares golpistas. Según Taufic, el general Javier Palacios, quien llegó al Palacio de La Moneda a fin de arreglar la presentación de la muerte de Allende, habría convencido a los médicos que acompañaban a Allende de presentar su muerte como un suicidio sin asistencia a condición de que corroboraran que el arma usada era el fusil AK-47 que guardaba el presidente Allende en su hogar y que era regalo de Fidel Castro.

## Opinión pública
Entre noviembre y diciembre de 2000, se llevó a cabo un estudio de la Pontificia Universidad Católica de Chile que fue publicado tres años más tarde. En dicho estudio, el 50,9 % de los encuestados consideró que la muerte de Allende había sido producto de un suicidio mientras que el 49,1 % restante estimó que había sido producto de un asesinato. En los datos obtenidos, y de acuerdo al nivel socioeconómico de los entrevistados, se constató una muy fuerte desigualdad de creencias acerca de la muerte de Salvador Allende: el suicidio fue mencionado por el 80 % de las personas de nivel socioeconómico alto mientras que esta respuesta alcanzó a menos del 40 % entre aquellas de nivel socioeconómico bajo. Asimismo, y según la posición ideológica de los encuestados, se observaron marcadas diferencias acerca de la muerte de Allende: entre las personas autoidentificadas en grupos de derecha o centro, más de tres cuartas partes de ellas nombraron el suicidio; mientras que entre aquellas que se consideraban en grupos de izquierda o sin posición definida predominó el asesinato. Se estudió también el grado de conocimiento que los entrevistados manifestaban sobre los hechos: el suicidio predominaba entre quienes afirmaban tener mayor conocimiento de los hechos mientras que el asesinato lo hizo entre quienes reportaban tener menor conocimiento de los hechos.

## Proceso judicial

### Investigación y exhumación
El 27 de enero de 2011 se informó que el juez Mario Carroza era el encargado de investigar las circunstancias de la muerte del expresidente Salvador Allende. El caso fue abierto después de que la fiscal judicial Beatriz Pedrals presentara 726 querellas por casos de víctimas de violación de los derechos humanos cometidos durante la dictadura militar chilena, entre los que se encontraba la muerte de Allende.
En mayo siguiente, comenzó una nueva exhumación del cadáver de Allende para intentar establecer, en palabras del médico forense español Francisco Etxeberria, «la manera de la muerte o las circunstancias que rodearon a la misma». Por orden del juez Carroza, el 23 de mayo los restos fueron exhumados por peritos de la Policía de Investigaciones y del Servicio Médico Legal dirigidos por el doctor Patricio Bustos, director nacional del Servicio Médico Legal de Chile, participando, además, expertos extranjeros, acompañados por algunos de los familiares de Allende y la prensa.

### Confirmación de suicidio y sobreseimiento definitivo
El 19 de julio de 2011 el resultado de los estudios de la exhumación confirmó la tesis oficial del suicidio del expresidente Allende como causa de su muerte; según los expertos, la presencia de dos salidas de bala se deberían a que el arma estaba en estado automático. El forense Francisco Etxeberria, participante en la nueva autopsia, declaró:

Con base en argumentos técnicos y científicos podemos asegurar que la muerte del presidente Salvador Allende se produjo como consecuencia directa de un disparo realizado bajo el mentón que le produjo la destrucción de la cabeza y la muerte inmediata, lo que interpretamos como suicida desde la perspectiva forense.

El 11 de septiembre de 2012, y en un fallo definitivo, la Corte Suprema de Chile dictaminó que el expresidente socialista se había suicidado. Días más tarde, el juez Carroza dictó el sobreseimiento definitivo en la investigación por la muerte de Allende.
En enero de 2014, la Corte Suprema confirmó el sobreseimiento total y definitivo de la causa de Salvador Allende. El fallo señala que no existen antecedentes en el proceso que permitan determinar que exista la intervención de terceros en la muerte del jefe de Estado. Además, se detalla que no hay antecedentes de participación de algún miembro del Grupo de Amigos Personales del Presidente (GAP) u otro colaborador en la acción que le privara de la vida, y que no cabe concluir la posibilidad de haberse disparado otra arma que no fuera la que se encontró en poder del presidente Allende, ni tampoco se manifiesta y explica la acción de terceros para ultimarlo.

## Otras publicaciones
El libro Allende: "Yo no me rendiré" (2013), del médico forense Luis Ravanal Zepeda y del sociólogo y escritor Francisco Marín Castro, fue una investigación de carácter histórico y forense que buscó descartar el suicidio del presidente Allende; sin embargo, recibió críticas por no citar el archivo del diario Excélsior de 1973, el propio retracto del periodista Jorge Timossi o el relato del embajador mexicano Gonzalo Martínez Corbalá, entre otros.
El libro Allende: Autopsia de un crimen (2023) se centró en los errores cometidos en el proceso. Según las pesquisas del sociólogo Francisco Marín Castro, la exhumación del cuerpo el 17 de agosto de 1990 desde el cementerio Santa Inés de Viña del Mar se realizó sin autorización judicial y en ella se perdieron muchos elementos de la ropa y restos de Allende.